# Thomas Russell Crampton
Thomas Russell Crampton, MICE, MIMechE (Broadstairs, 6 augustus 1816 - Westminster, 19 april 1888) was een Engels werktuigbouwkundig ingenieur, bekend voor het ontwerpen van de Crampton locomotief. Hij had vele technische interesses waaronder de elektrische telegraaf en de Kanaaltunnel waarvoor hij een boormachine ontwierp. Zijn locomotieven hadden veel meer succes in Frankrijk, Duitsland en Italië dan in Groot-Brittannië.

## Spoorwegen en locomotieven
Crampton kreeg privéonderwijs. Hij bouwde ervaring in spoortechniek op, eerst bij Marc Isambard Brunel, vervolgens bij de aanleg van de Great Western Railway, de spoorlijn Londen-Bristol, onder leiding van Marc Brunels zoon, Isambard Kingdom Brunel. Daar was hij betrokken bij het design van de GWR Firefly Class breedspoor 2-2-2 stoomlocomotieven van Daniel Gooch. Het doel van Gooch was om door superieure breedspoorlocomotieven te produceren, aan te tonen dat breedspoor technisch gezien beter dan normaalspoor was.
Crampton werd evenwel meer en meer gedreven door het idee om normaalspoorlocomotieven te verbeteren zodat ze die van het breedspoor konden evenaren. In 1843 verliet hij dan ook de GWR. Uit zijn analyse bleek dat de breedspoorlocomotieven van de GWR beter waren dan de normaalspoorlocomotieven omwille van het feit dat het breedspoor een grotere keteldiameter en een hoger zwaartepunt toeliet voor dezelfde stabiliteit. Breedspoor maakte ook een grotere vuurkist en een groter verwarmingsgebied mogelijk. Grotere drijfwielen gaven een lagere zuigersnelheid, waardoor de locomotief sneller kon rijden voordat er uitlaatproblemen optraden.
In 1843 nam Crampton een patent voor een nieuw ontwerp van een locomotief. Crampton wordt tegenwoordig vooral herinnerd vanwege het uiterlijk van zijn locomotieven, met het aandrijfwiel achter de vuurkist. Maar er waren ook technische verbeteringen die hij aanbracht en die de basis legden voor het toekomstige ontwerp van locomotieven. De drie belangrijkste verbeteringen waren: brede stoomdoorgangen, grote verwarmingsoppervlakken en royale lageroppervlakken op de wielen. 
Van 1844 tot 1848 werkte Crampton voor John en George Rennie. In 1845 kreeg Crampton zijn eerste order voor een locomotief die volgens zijn patent was gebouwd. De Belgische spoorwegmaatschappij Société des chemins de fer de Namur à Liège bestelde drie locomotieven met drijfwielen met een diameter van 2,13 m en een rooster van 1,35 m². Ze werden gebouwd door de firma Tulk and Ley uit Whitehaven. Een van de locomotieven werd in 1847 getest door de London and North Western Railway (LNWR), die vervolgens een "Crampton Patent" locomotief bouwde in Crewe. Nog twee andere locomotieven werden gekocht door de LNWR, waaronder een 6-2-0 in Liverpool gebouwd door Bury, Curtis en Kennedy in 1848 met drijfwielen met een diameter van 2,44 m. Er werd beweerd dat 79 mijl per uur (127 km/u) werd gehaald, met een gemiddelde van 53 mijl per uur (85 km/u) over 30 mijl (48 km) met een lading van 60 ton. Een andere bewering betrof het trekken van acht rijtuigen over 16 mijl (26 km) met een gemiddelde snelheid van 74 mijl per uur (119 km/u). Eén andere locomotief die Crampton ontwierp had een indirecte aandrijving, met een krukas tussen de aangedreven wielen. Deze locomotief had een 2-2+2-2 wielopstelling. 
In 1847 werd Crampton stichtend lid van de Institution of Mechanical Engineers en in 1848 vestigde Crampton zich als civiel ingenieur in Londen. In 1851 begon Crampton met de Broadstairs Gasfabriek, waarbij hij toezicht hield op de bouw en een groot deel van de werken financierde.
Ook in 1851 werkte Crampton voor de South Eastern Railway (SER). In dat jaar werden tien nieuwe locomotieven van Crampton gebouwd en een daarvan, No.136 Folkstone werd tentoongesteld op The Great Exhibition. In 1854 werd Crampton lid van het Institution of Civil Engineers en in 1855 was hij verantwoordelijk voor de bouw van de waterleiding in Berlijn. In 1856 werd Crampton benoemd tot lid van de Pruisische Roter-Adler-Orden. In 1859 richtte Crampton de Broadstairs Water Company op en bouwde een watertoren van 24,38 meter hoog die nu het Crampton Tower Museum vormt. De watertoren kon 380.000 liter water bevatten. Broadstairs Water Company werd in 1901 overgenomen door Broadstairs Urban District Council. In 1860 ontwierp Crampton een toren voor de Holy Trinity Church in Broadstairs, die Dickens had beschreven als een "afzichtelijke tempel van vuursteen, een versteende hooiberg". Crampton schonk een klok als persoonlijk geschenk aan de kerk. Hij schonk ook een smeedijzeren brug, de Louisa Gap brug, vernoemd naar zijn jongste dochter, die over Goodson Steps werd gebouwd. Crampton werd in 1883 gekozen tot vicevoorzitter van de Institution of Mechanical Engineers.
Crampton was geheel of gedeeltelijk verantwoordelijk voor de spoorlijnen tussen het Griekse Smyrna en het Turkse Aydın, tussen Varna en Roese in Bulgarije, en in Engeland zelf tussen Strood en Dover, tussen Sevenoaks en Swanley en tussen Herne Bay en Faversham. De laatste drie lijnen werden gebouwd door de London, Chatham and Dover Railway (LCDR). Crampton was ook de aannemer en later voorzitter van de East and West Junction Railway. Een locomotief van Crampton werd gebruikt om de eerste trein van Kineton naar Fenny Compton te trekken. Crampton was een partner in de Mont Cenis Pass Railway.  Voor de ontwikkeling van het Frans spoorwegnet, waar de Compagnie des chemins de fer du Nord een belangrijke klant was, ontving Crampton in 1855 uit handen van keizer Napoleon III de Ordre national de la Légion d'honneur.

## Elektrische telegraaf
Crampton was verantwoordelijk voor het leggen van de eerste internationale onderzeese kabel ter wereld. Deze werd gelegd in het Nauw van Calais, in Engeland gekend als de Straat van Dover, in 1851. De eerste berichten werden overgebracht op 13 november 1851 en de kabel was in gebruik tot 1859.
Het bedrijf achter het project was een Engels-Franse onderneming, bekend als la Compagnie du télégraphe sous-marin in Frankrijk en de Submarine Telegraph Company tussen Frankrijk en Engeland in Groot-Brittannië. Crampton was de ingenieur en Charlton Wollaston was de elektricien die betrokken was bij het leggen van de kabel over het Kanaal. De SER was een andere vroege gebruiker van de elektrische telegraaf en het was door het gebruik van de draden van de South Eastern Railway (SER) dat berichten tussen Parijs en Londen konden worden doorgegeven vanuit Dover.

## Kanaaltunnel
Crampton ontwierp een automatische hydraulische tunnelboormachine die bedoeld was om te worden gebruikt bij de aanleg van de Kanaaltunnel. Deze uitvinding maakte moderne boortechnieken mogelijk.

## Privé
Crampton was de zoon van een loodgieter en architect. Hij trouwde op 25 februari 1841 met Louisa Martha Hall, een zangeres en vriendin van Jenny Lind. Ze kregen 8 kinderen, zes jongens en twee meisjes.